# Перл-стрит (Манхэттен)
Перл-стрит (англ. Pearl Street) — одна из старейших улиц Нижнего Манхэттена в Нью-Йорке. Проходит на северо-восток от Бэттери-парк до Бруклинского моста, затем поворачивает на запад и оканчивается на Центральной улице. Перл-стрит соответствует старой восточной береговой линии Манхэттенского острова, которая со временем в результате интенсивной засыпки Ист-ривер была отодвинута на 200—300 м в сторону реки.

## Этимология
Название улицы «жемчужная» произошло от устриц, которыми изобиловала река около 1660 года, и по-голландски ее название было Parelstraat (или Paerlstraet около 1660), а затем название было переведено на английский — Pearl Street.

## История
На Перл-стрит располагалась первая центральная американская электростанция Томаса Эдисона «Станция Перл-стрит».
До 1950-х годов по улице проходила линия надземного метрополитена.
В 1970-х годах в северной части улице компания «Нью-Йорк Телефон» построила 32-этажное административное здание (375 Перл-стрит, или «Верайзон-билдинг»).